# Prepona trinitensis
Prepona trinitensis är en fjärilsart som beskrevs av Le Moult 1932. Prepona trinitensis ingår i släktet Prepona och familjen praktfjärilar. Inga underarter finns listade i Catalogue of Life.